# Флекеби
Флекеби (њем. Fleckeby) општина је у њемачкој савезној држави Шлезвиг-Холштајн. Једно је од 165 општинских средишта округа Рендсбург. Према процјени из 2010. у општини је живјело 1.825 становника. Посједује регионалну шифру (AGS) 1058052.

## Географски и демографски подаци
Флекеби се налази у савезној држави Шлезвиг-Холштајн у округу Рендсбург. Општина се налази на надморској висини од 8 метара. Површина општине износи 12,3 km². У самом мјесту је, према процјени из 2010. године, живјело 1.825 становника. Просјечна густина становништва износи 148 становника/km².

## Међународна сарадња
| Мјесто | Држава   | Врста сарадње | Од    |
| ------ | -------- | ------------- | ----- |
| Хал    | Аустрија | партнерство   | 1982. |
| Извор  |          |               |       |